# Fodina miranda
Fodina miranda är en fjärilsart som beskrevs av Turner 1933. Fodina miranda ingår i släktet Fodina och familjen nattflyn. Inga underarter finns listade i Catalogue of Life.